# List otwarty do partii
List otwarty do partii, List otwarty do członków PZPR – list napisany przez Jacka Kuronia i Karola Modzelewskiego ogłoszony 18 marca 1965. Poddano krytyce linię polityczną PZPR za odejście od ideałów socjalizmu, po przemianach października 1956. Krytyka epoki Gomułki prowadzona była z pozycji marksistowskich. Po jego ogłoszeniu obaj jego twórcy zostali aresztowani i skazani na karę więzienia.